# Amt Crivitz
Het Amt Crivitz is een samenwerkingsverband van zeventien gemeenten in de Landkreis Ludwigslust-Parchim in Mecklenburg-Voor-Pommeren, Duitsland. Bestuurszetel van het amt bevindt zich in Crivitz.

## Geografie
Het amtsgebied ligt ten oosten en zuidoosten van de Schweriner See in het gebied rond de Warnow en Lewitz ten noordwesten van Parchim. In het gebied liggen een aantal grote meren.

## Geschiedenis
Op 1 juli 2004 werd het Amt Crivitz uitgebreid met een aantal gemeenten rondom Friedrichsruhe, die afkomstig waren uit het opgeheven Amt Eldetal. In 2011 werden een aantal veranderingen doorgevoerd. Op 1 januari werd de zelfstandigheid van Wessin opgeheven en werd de tot dan toe zelfstandige gemeente met de ortsteilen Badegow en Radepohl onderdeel van de stad Crivitz. Een half jaar later, op 1 juli, werd de gemeente Göhren opgeheven en werd samen met de ortsteilen Bahlenhüschen en Settin onderdeel van Tramm.
Op 1 januari 2014 ontstond er uit een fusie van de Ämter Banzkow, Crivitz en Ostufer Schweriner See een nieuw Amt Crivitz.

## Deelnemende gemeenten
Het Amt Crivitz bestaat uit de volgende gemeenten, met de bijbehorende ortsteile:
- Banzkow met Goldenstädt, Jamel en Mirow
- Barnin met Hof Barnin
- Bülow met Prestin en Runow
- Cambs met Ahrensboek, Brahlstorf, Karnin, Kleefeld en Siedlung Kleefeld
- Stad Crivitz met Augustenhof, Badegow, Basthorst, Gädebehn, Immenhof, Kladow, Krudopp, Militzhof, Muchelwitz, Radepohl, Rönkendorfer Mühle en Wessin
- Demen met Buerbeck, Klaushof, Kobande en Venzkow
- Dobin am See met Alt Schlagsdorf, Buchholz, Flessenow, Liessow, Rautenhof, Neu Schlagsdorf, Retgendorf en Rubow
- Friedrichsruhe met Frauenmark, Frierichsruhe Dorf, Friedrichsruhe Hof, Goldenbow, Neu Ruthenbeck en Ruthenbeck
- Gneven met Vorbeck
- Langen Brütz met Kritzow
- Leezen met Görslow, Görslow Siedlung, Panstorf, Rampe en Zittow
- Tramm met Bahlenhüschen, Göhren en Settin
- Plate met Consrade en Peckatel
- Pinnow met Gordern, Neu Gordern en Petersberg
- Raben Steinfeld
- Sukow met Zietlitz
- Zapel met Hof Zapel